# Élections législatives de 1919 en Vaucluse
Les élections législatives de 1919 ont eu lieu le 16 novembre.

## Élus
|   | Député élu       |  | Groupe parlementaire                |
| - | ---------------- |  | ----------------------------------- |
| 1 | Louis Guichard   |  | Parti radical et radical-socialiste |
| 2 | Edouard Daladier |  | Parti radical et radical-socialiste |
| 3 | Alexandre Blanc  |  | Parti socialiste                    |
| 4 | Isidore Méritan  |  | Indépendants de droite              |

## Résultats à l'échelle du département

### Par listes
| Listes         | Listes                     | Premier tour | Premier tour | Sièges |
| Listes         | Listes                     | Voix         | %            | Sièges |
| -------------- | -------------------------- | ------------ | ------------ | ------ |
|                | Liste du Parti républicain | 19 450       | 41,79        | 2      |
|                | Liste du Parti socialiste  | 14 277       | 30,67        | 1      |
|                | Liste d'Union nationale    | 11 902       | 25,57        | 1      |
|                |                            |              |              |        |
| Inscrits       | Inscrits                   | 74 390       | 100,00       | 4      |
| Votants        | Votants                    | 47 428       | 63,76        |        |
| Abstention     | Abstention                 | 26 962       | 36,24        |        |
| Blancs et nuls | Blancs et nuls             | 884          | 1,86         |        |
| Exprimés       | Exprimés                   | 46 544       | 98,14        |        |

### Par candidats
| Candidat       | Candidat         | Tendance       | Voix   | %      |
| -------------- | ---------------- | -------------- | ------ | ------ |
|                | Louis Serre      | PRRRS          | 18 795 | 40,38  |
|                | Louis Guichard   | PRRRS          | 20 239 | 43,48  |
|                | Edouard Daladier | PRRRS          | 19 641 | 42,20  |
|                | Douzet           | PRRRS          | 19 137 | 41,12  |
|                |                  |                |        |        |
|                | Fraise           | BN             | 11 618 | 24,96  |
|                | Isidore Méritan  | BN             | 12 414 | 26,67  |
|                | Pontal           | BN             | 11 544 | 24,80  |
|                | Ricard           | BN             | 12 032 | 25,85  |
|                |                  |                |        |        |
|                | Alexandre Blanc  | SFIO           | 14 576 | 31,32  |
|                | Denante          | SFIO           | 14 119 | 30,33  |
|                | Henri Gourdeaux  | SFIO           | 14 203 | 30,52  |
|                | Ruff             | SFIO           | 14 212 | 30,53  |
|                |                  |                |        |        |
| Inscrits       | Inscrits         | Inscrits       | 74 390 | 100,00 |
| Votants        | Votants          | Votants        | 47 428 | 63,76  |
| Abstentions    | Abstentions      | Abstentions    | 26 962 | 36,24  |
| Blancs et nuls | Blancs et nuls   | Blancs et nuls | 884    | 1,86   |
| Exprimés       | Exprimés         | Exprimés       | 46 544 | 98,14  |